# Áno Livádhion
Áno Livádhion (Ano Livadi) är en ort i Grekland.   Den ligger i prefekturen Nomós Piraiós och regionen Attika, i den södra delen av landet, 210 km söder om huvudstaden Aten. Áno Livádhion ligger 224 meter över havet och antalet invånare är 284. Den ligger på ön Kythera.
Terrängen runt Áno Livádhion är huvudsakligen kuperad, men den allra närmaste omgivningen är platt. Havet är nära Áno Livádhion åt sydväst. Närmaste större samhälle är Potamós, 13,2 km norr om Áno Livádhion. 